# Roger Corbeau
Pour les articles homonymes, voir Corbeau (homonymie).
Roger Corbeau est un photographe de plateau français né le 20 novembre 1908 à Haguenau (Alsace) et mort le 11 septembre 1995 à Paris 17e.

## Biographie
Roger Corbeau nait le  20 novembre 1908 dans une famille bourgeoise juive alsacienne, de Sylvain Corbeau (né en 1878 à Haguenau), industriel et Blanche Lévy (née à Mulhouse en 1884), cinéphile admiratrice de l'actrice allemande Henny Porten. Il est le petit-fils de Simon Corbeau et Jeannette Half et a une sœur, Carmen. Il étudie à Nancy avant de rejoindre, en 1931, une compagnie d'importation de thé et de café à Amsterdam. 
En 1932, il arrive à Paris et s’installe au 7, Rue Anatole-de-La-Forge, ayant repéré le tournage d’un remake de l’opérette Violettes impériales sous la direction d’Henry Roussel, où le tournage de ce film était annoncé, devient d'abord habilleur, puis accessoiriste pour Marcel Pagnol. Lorsque Pagnol découvre, par hasard, des photos faites par Roger Corbeau sur le tournage du Gendre de M. Poirier, il décide d'en faire le photographe de plateau de son prochain film, Jofroi.
Il commence alors une carrière qui va faire de lui l'un des grands photographes de plateau du cinéma français, des années 1930 aux années 1970, de Marcel Pagnol (La Femme du boulanger) à Claude Chabrol (Violette Nozière) en passant par Jean Cocteau (Orphée), Robert Bresson (Journal d'un curé de campagne) ou Orson Welles (Le Procès).
Roger Corbeau est notamment un grand spécialiste du portrait.
En 1985 il est nommé chevalier de la Légion d'honneur au titre des Arts et des Lettres, et reçoit sa décoration des mains de Daniel Gélin, à la Cinémathèque française.
En 1994, il a fait don de l'ensemble de son œuvre photographique à l'État français.
Roger Corbeau meurt le 11 septembre 1995 à Paris, à l’âge de 86 ans. Il est inhumé au cimetière israélite de Haguenau (Bas-Rhin).

## Filmographie
- 1933 : Jofroi de Marcel Pagnol
- 1934 : Angèle de Marcel Pagnol
- 1934 : L'Article 330 de Marcel Pagnol
- 1934 : Maria Chapdelaine de Julien Duvivier
- 1935 : Merlusse de Marcel Pagnol
- 1935 : Toni de Jean Renoir
- 1935 : Le Roman d'un jeune homme pauvre d'Abel Gance
- 1935 : Crime et Châtiment de Pierre Chenal
- 1935 : Bonne chance ! de Sacha Guitry et Fernand Rivers
- 1935 : Cigalon de Marcel Pagnol
- 1935 : Jérôme Perreau d'Abel Gance
- 1935 : Pasteur de Sacha Guitry et Fernand Rivers
- 1936 : Hélène de Jean Benoît-Lévy et Marie Epstein
- 1936 : Nitchevo de Jacques de Baroncelli
- 1936 : Les Deux Gosses de Fernand Rivers
- 1937 : Vous n'avez rien à déclarer ? de Léo Joannon
- 1937 : Tamara la complaisante de Félix Gandéra et Jean Delannoy
- 1937 : L'Alibi de Pierre Chenal
- 1937 : Gigolette d'Yvan Noé
- 1937 : La Citadelle du silence de Marcel L'Herbier
- 1937 : La Dame de pique de Fedor Ozep
- 1937 : Boissière de Fernand Rivers
- 1937 : Le concierge revient de suite de Fernand Rivers (court métrage)
- 1937 : Feu ! de Jacques de Baroncelli
- 1938 : Le Voleur de femmes d'Abel Gance
- 1938 : Le Schpountz de Marcel Pagnol
- 1938 : Paix sur le Rhin de Jean Choux
- 1938 : Petite Peste de Jean de Limur
- 1938 : La Vierge folle d'Henri Diamant-Berger
- 1939 : Serge Panine de Paul Schiller et Charles Méré
- 1939 : La Femme du boulanger de Marcel Pagnol
- 1939 : Le Château des quatre obèses d'Yvan Noé
- 1939 : Fric-Frac de Maurice Lehmann
- 1939 : Circonstances atténuantes de Jean Boyer
- 1939 : Monsieur Brotonneau d'Alexander Esway
- 1940 : Tempête de Dominique Bernard-Deschamps
- 1940 : De Mayerling à Sarajevo de Max Ophüls
- 1945 : La Fille aux yeux gris de Jean Faurez
- 1946 : Patrie de Louis Daquin
- 1946 : Un ami viendra ce soir de Raymond Bernard
- 1946 : La Symphonie pastorale de Jean Delannoy
- 1946 : Macadam de Jacques Feyder et Marcel Blistène
- 1946 : Il suffit d'une fois d'Andrée Feix
- 1947 : Contre-enquête de Jean Faurez
- 1947 : Monsieur Vincent de Maurice Cloche
- 1947 : Capitaine Blomet d'Andrée Feix
- 1947 : La Vie en rose de Jean Faurez
- 1948 : Clochemerle de Pierre Chenal
- 1948 : Les Parents terribles de Jean Cocteau
- 1949 : Le Paradis des pilotes perdus de Georges Lampin
- 1949 : Pattes blanches de Jean Grémillon
- 1949 : Singoalla de Christian-Jaque
- 1950 : Orphée de Jean Cocteau
- 1950 : Né de père inconnu de Maurice Cloche[4]
- 1951 : Journal d'un curé de campagne de Robert Bresson
- 1951 : Sous le ciel de Paris de Julien Duvivier
- 1951 : Knock de Guy Lefranc
- 1951 : Seul dans Paris d'Hervé Bromberger
- 1951 : Monsieur Fabre d'Henri Diamant-Berger
- 1952 : Trois femmes d'André Michel
- 1952 : Adorables Créatures de Christian-Jaque
- 1952 : Brelan d'as d'Henri Verneuil
- 1952 : La Fête à Henriette de Julien Duvivier
- 1952 : Elle et moi de Guy Lefranc
- 1952 : Lettre ouverte d'Alex Joffé
- 1953 : Les Amants de minuit de Roger Richebé
- 1953 : Les Enfants de l'amour de Léonide Moguy
- 1953 : L'Esclave d'Yves Ciampi
- 1954 : Le Comte de Monte-Cristo de Robert Vernay
- 1954 : La Belle Otero de Richard Pottier
- 1954 : Les deux font la paire d'André Berthomieu
- 1955 : Dossier secret d'Orson Welles
- 1955 : Frou-Frou d'Augusto Genina
- 1955 : Escale à Orly de Jean Dréville
- 1955 : Les héros sont fatigués d'Yves Ciampi
- 1956 : Gervaise de René Clément
- 1956 : La Châtelaine du Liban de Richard Pottier
- 1956 : Voici le temps des assassins de Julien Duvivier
- 1956 : L'Homme et l'Enfant de Raoul André
- 1957 : Folies-Bergère d'Henri Decoin
- 1957 : Les Sorcières de Salem de Raymond Rouleau
- 1958 : L'École des cocottes de Jacqueline Audry
- 1958 : Chaque jour a son secret de Claude Boissol
- 1958 : Les Misérables de Jean-Paul Le Chanois
- 1958 : Des femmes disparaissent d'Édouard Molinaro
- 1959 : Le vent se lève d'Yves Ciampi
- 1959 : Julie la Rousse de Claude Boissol
- 1959 : La Femme et le Pantin de Julien Duvivier
- 1959 : La Loi de Jules Dassin
- 1959 : Marie-Octobre de Julien Duvivier
- 1959 : As the Sea Rages d'Horst Hächler (de)
- 1959 : Nathalie, agent secret d'Henri Decoin
- 1960 : Vers l'extase de René Wheeler
- 1960 : Les Scélérats de Robert Hossein
- 1960 : Eine Frau fürs ganze Leben (en) de Wolfgang Liebeneiner
- 1960 : L'Affaire d'une nuit d'Henri Verneuil
- 1961 : Tendre et violente Élisabeth d'Henri Decoin
- 1961 : Les Grandes Personnes de Jean Valère
- 1961 : Les Démons de minuit de Marc Allégret
- 1961 : Napoléon II, l'Aiglon de Claude Boissol
- 1961 : Le Petit Garçon de l'ascenseur de  Pierre Granier-Deferre
- 1962 : Leviathan de Léonard Keigel
- 1962 : La Croix des vivants d'Yvan Govar
- 1962 : Le Couteau dans la plaie d'Anatole Litvak
- 1962 : Phaedra de Jules Dassin
- 1962 : Le Procès d'Orson Welles
- 1963 : Le Glaive et la Balance d'André Cayatte
- 1963 : La Porteuse de pain de Maurice Cloche
- 1964 : La Vie conjugale d'André Cayatte
- 1964 : La Vie conjugale d'André Cayatte
- 1964 : Topkapi de Jules Dassin
- 1964 : Une souris chez les hommes de Jacques Poitrenaud
- 1965 : Fantômas se déchaîne d'André Hunebelle
- 1965 : Lady L de Peter Ustinov
- 1965 : La Seconde Vérité de Christian-Jaque
- 1965 : Piège pour Cendrillon d'André Cayatte
- 1965 : Furia à Bahia pour OSS 117 d'André Hunebelle
- 1966 : Le Grand Restaurant de Jacques Besnard
- 1966 : Atout cœur à Tokyo pour OSS 117 de Michel Boisrond
- 1966 : Fantômas contre Scotland Yard de André Hunebelle
- 1967 : Estouffade à la Caraïbe de Jacques Besnard
- 1967 : Les Risques du métier d'André Cayatte
- 1968 : Faut pas prendre les enfants du bon Dieu pour des canards sauvages de Michel Audiard
- 1968 : La Prisonnière d'Henri-Georges Clouzot
- 1969 : Le Château de Rudolf Noelte (en)
- 1969 : Les Patates de Claude Autant-Lara
- 1969 : Hibernatus d'Édouard Molinaro et Pierre Cosson
- 1969 : La Peau de Torpedo de Jean Delannoy
- 1970 : La Promesse de l'aube de Jules Dassin
- 1971 : Mourir d'aimer d'André Cayatte
- 1971 : La Maison sous les arbres de René Clément
- 1971 : L'Albatros de Jean-Pierre Mocky
- 1971 : La Décade prodigieuse de Claude Chabrol
- 1972 : Docteur Popaul de Claude Chabrol
- 1973 : Les Noces rouges de Claude Chabrol[5]
- 1974 : Nada de Claude Chabrol
- 1974 : Bons baisers... à lundi de Michel Audiard
- 1974 : Verdict d'André Cayatte
- 1974 : Les Gens de l'été, téléfilm de Claude Chabrol
- 1975 : Les Innocents aux mains sales de Claude Chabrol
- 1975 : La Cage de Pierre Granier-Deferre
- 1976 : Folies bourgeoises de Claude Chabrol
- 1977 : Alice ou la Dernière Fugue de Claude Chabrol
- 1978 : Violette Nozière de Claude Chabrol
- 1980 : Le Cheval d'orgueil de Claude Chabrol
- 1980 : Fantômas (téléfilms) :
  - Le Mort qui tue de Juan Luis Buñuel
  - L'Étreinte du diable  de Juan Luis Buñuel
  - L'Échafaud magique de Claude Chabrol
- 1982 : La Danse de la mort de Claude Chabrol (téléfilm)
- 1982 : Ombre et Secrets de Philippe Delabre
- 1982 : Les Fantômes du chapelier de Claude Chabrol
- 1984 : Le Sang des autres de Claude Chabrol

## Citation
Chabrol à propos de Corbeau : 

« Il rehausse en quelque sorte la qualité de tout le film ; son ascendant s'exerce à tous les niveaux, pousse chacun à se surpasser. Tant de rigueur inquiète porte ses fruits. Ses photos ont contribué au succès d'un très grand nombre de films ; parce qu'elles sont fortes, avec tout ce que cela comporte de non-dit, de non montré, de profondeur en somme. »

— Claude Chabrol, in Roger Corbeau, Portraits de cinéma, Éditions du Regard

## Publications
- Jean Cocteau, Orphée : Film, photographies de Roger Corbeau, Édition de la Parade, 1951 (BNF 37449464)
- Portraits de cinéma, Éditions du Regard, Paris, 1982, 180 p.  (ISBN 2903370028)
- Corbeau : L'Œil noir du cinéma français, préface Pierre Borhan, Assouline, Paris, 1995 , 133 p.  (ISBN 2908228483)